# Jungiery
Jungiery (chữ Hán: 喬傑立; bính âm: Qiáo Jié Lì; Hán-Việt: Kiều Kiệt Lập) là một công ty giải trí hay công ty quản lý nghệ sĩ tại Đài Loan. Công ty được liên kết với Đài truyền hình Tam Lập (SETTV) và các nghệ sĩ của họ chủ yếu xuất hiện trên các talk show và các chương trình giải trí của đài SETTV với vai trò MC. Tổng giám đốc là ông Tôn Đức Vinh (hay còn gọi là Tôn Tổng). Các nghệ sĩ trực thuộc công ty đang hoạt động tại Đài Loan, đặc biệt là sự xuất hiện của họ trong các bộ phim truyền hình đình đám, trong ca hát và trong phát hành album.

## Nghệ sĩ và nhóm nhạc
Các nghệ sĩ trực thuộc công ty Jungiery được gọi chung là J-Star.

### Hiện tại
- Nhóm 5566: Tôn Hiệp Chí, Vương Nhân Phủ, Vương Thiệu Vỹ và Hứa Mạnh Triết
- Nhóm 183 Club: Minh Đạo, Vương Thiệu Vỹ và Huỳnh Ngọc Vinh
- Nhóm 7 Flowers: Triệu Hồng Kiều, Trần Kiều Ân, Lại Vy Như và Khuất Mân Khiết
- Nhóm Thái Cực (Taiji)
- Nhóm Lala
- Nhóm VJ: Victor và James
- Done Oh (linh vật)

### Các nghệ sĩ đã rời công ty
- Bành Khang Dục (cựu thành viên nhóm 5566)
- Chúc Phàm Cương (cựu thành viên nhóm 183 Club)
- Nhan Hành Thư (cựu thành viên nhóm 183 Club)
- Nhóm R&B
- Nhóm K One: Gino, JR, Kido, Lập Dương (Li Yang) và Darren
- Nhóm Typhoon (Đài Phong)
- Vương Tâm Lăng